# Tan Bin Shen
Tan Bin Shen (* 24. Januar 1984 in Selangor) ist ein malaysischer Badmintonspieler.

## Karriere
Tan Bin Shen gewann 2002 bei der Junioren-Weltmeisterschaft  das Herrendoppel gemeinsam mit Jack Koh Siaw Nguan. Bei der Asienmeisterschaft 2005 gewann er Bronze, bei den malaysischen Einzelmeisterschaften 2007 Silber. 2009 war er bei den Australian Open erfolgreich.

## Erfolge
| Saison    | Veranstaltung              | Disziplin    | Platz | Name                               |
| --------- | -------------------------- | ------------ | ----- | ---------------------------------- |
| 2002      | Junioren-Weltmeisterschaft | Herrendoppel | 2     | Jack Koh Siaw Ngaun / Tan Bin Shen |
| 2005      | Asienmeisterschaft         | Herrendoppel | 3     | Tan Bin Shen / Ong Soon Hock       |
| 2006/2007 | Malaysische Meisterschaft  | Herrendoppel | 2     | Tan Bin Shen / Ong Soon Hock       |
| 2009      | Australian Open            | Herrendoppel | 1     | Gan Teik Chai / Bin Shen Tan       |
| 2012      | Bulgarian International    | Herrendoppel | 1     | Robert James Blair / Tan Bin Shen  |
| 2012      | Turkey International       | Herrendoppel | 1     | Robert James Blair / Tan Bin Shen  |